# 플로라 마르티네즈

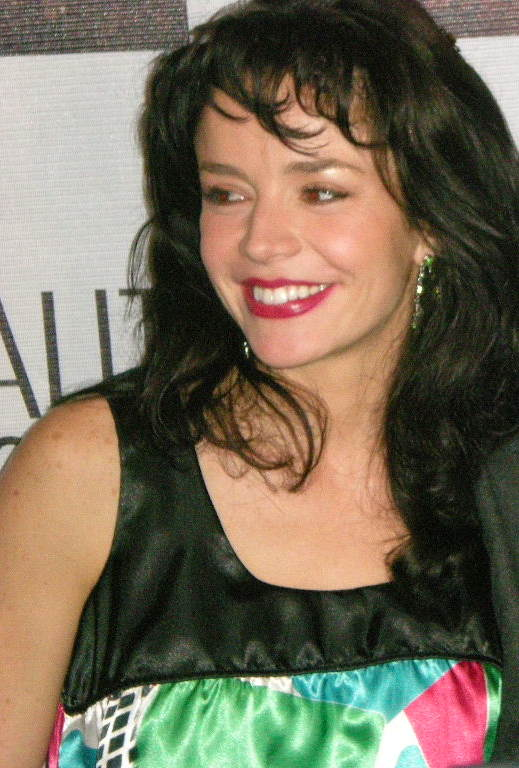

플로라 마르티네즈(Flora Martínez, 1977년 11월 1일 ~ )는 콜롬비아의 배우이다.
몬트리올에서 태어났다.

## 영화
- 라스트레인 (2010년) - 이렌느 역
- 디디 할리우드 (2010년) - 마리아 역
- 롤리타 클럽의 사랑 노래 (2007년)
- 로사리오 (2005년) - 로사리오 역
- 다운타운: 어 스트리트 테일 (2004년)
- 시크릿 라이브즈 오브 덴티스츠 (2002년)